# Luojiu
Luojiu är en ort i Kina. Den ligger i provinsen Hunan, i den södra delen av landet, omkring 320 kilometer väster om provinshuvudstaden Changsha.
Runt Luojiu är det ganska tätbefolkat, med 166 invånare per kvadratkilometer. Närmaste större samhälle är Huaihua, 15,3 km öster om Luojiu. I omgivningarna runt Luojiu växer huvudsakligen savannskog.
Genomsnittlig årsnederbörd är 1 725 millimeter. Den regnigaste månaden är maj, med i genomsnitt 282 mm nederbörd, och den torraste är december, med 52 mm nederbörd.